# 下丘脑室旁核
室旁核（ PVN 、 PVA或PVH ）是下丘脑的一个核。从解剖学上讲，它毗邻第三脑室，许多神经元投射到垂体后叶。这些突出的神经元分泌催产素和少量加压素，另外细胞核还分泌促肾上腺皮质激素释放激素（CRH）和促甲状腺激素释放激素（TRH）。  CRH和TRH分泌到垂体门脉系统，作用于垂体前叶的不同靶神经元。人们认为 PVN 通过这些不同的激素调节许多不同的功能，包括渗透压调节、食欲和身体对压力的反应。 此外，下丘脑室旁核存在调控觉醒功能和受损可能引发严重嗜睡（每日睡眠量超过20小时）的病变，可能与发作性睡病2型（发作性睡病1型病理科研上是明确的，下丘脑食欲素分泌不足导致）、特发性嗜睡症等中枢嗜睡症病理相关。

## 位置
室旁核位于第三脑室附近。它位于脑室周围区域内，不要与脑室周围核混淆，后者占据第三脑室下方更内侧的位置。尽管PVN神经内分泌细胞延伸至血脑屏障之外部位（正中隆起和垂体后叶），但其血管化程度很高，并受到血脑屏障的保护。